# وصف تاريخي لتحريفين مهمين للكتاب المقدس
وصف تاريخي لتحريفين مهمين للكتاب المقدس (بالإنجليزية: An Historical Account of Two Notable Corruptions of Scripture)‏ هو عنوان رسالة كتبها العالم الإنكليزي الشهير إسحق نيوتن وطبعت بعد موته ب 27 سنة. راجع نيوتن في الرسالة كل دلائل النقد النصي من المصادر القديمة حول مقطعين من الكتاب المقدس متنازع عليهما هما 1 يوحنا 5 : 7 و 1 تيموثاوس 3 : 16
يقول نيوتن عن الرسالة إنها «وصف لما كانت القراءة عبر كل العصور وللخطوات التي تغيرت بها، كما يمكن تحديده من السجلات» و«نقد لنص الكتاب المقدس». ويلقي اللوم على «الكنيسة الرومية» لعدة إساءات في العالم، ويتهمها بالخداع الديني، ويقول إن المتعلمين والعارفين أمثال لوثر وإراسموس وبولينجر وغروتيوس لا يفصحون عما يعرفونه.

## تلخيص المقطعين
يستنتج نيوتن أنه «إذا كانت الكنائس القديمة في نقاشاتها وتقريرها لأعظم أسرار الدين لم تعرف عن هذين النصين، فإني لا أفهم كيف نحبهما كثيرا الآن مع انتهاء النقاشات.» ولم تصحح طبعات الكتاب المقدس هذين المقطعين إلا في القرن التاسع عشر، حيث تحذف النسخ الحديثة مقطع الفاصلة اليوحناوية ويوضع أحيانا في الهامش مع تعليق يشير إلى أنه غير موجود في أقدم المخطوطات. وتحذف النسخ الحديثة كلمة «الله» من 1 تيموثاوس 3 : 16.

## خلفية تاريخية
لم يطبع إسحق نيوتن نتائج أبحاثه خلال حياته لأسباب سياسية على الأغلب. فمن كتب عن مسألة الثالوث تعرض للاضطهاد في إنكلترا. ففي 1698 كان قانون محاربة التجديف يجرم من أنكر ألوهية أحد أقانيم الثالوث ويعاقبه بداية بالعزل وعند التكرار بالسجن. ولهذا فقد صديق نيوتن ويليام ويستون منصبه في جامعة كامبردج سنة 1711. وحرقت منشورة في 1693 تهاجم الثالوث بأمر من مجلس اللوردات وحوكم مؤلفها وطابعها. وهناك طالب عمره 18 أنكر الثالوث فأعدم في إدنبرة اسكوتلندا سنة 1697.

## 1 يوحنا 5: 7
في نسخة الملك جيمس يوجد مثل التالي في 1 يوحنا 5 : 7
فَإِنَّ هُنَالِكَ ثَلاَثَةَ شُهُودٍ فِي السَّمَاءِ، الآبُ وَالْكَلِمَةُ وَالرُّوحُ الْقُدُسُ، وَهَؤُلاءِ الثَّلاَثَةُ هُمْ وَاحِدٌ
حاول نيوتن باستعمال كتابات آباء الكنيسة القدماء والمخطوطات اليونانية واللاتينية وشهادات النسخ الأولى للكتاب المقدس بأن يظهر أن الكلمات «الآبُ وَالْكَلِمَةُ وَالرُّوحُ الْقُدُسُ، وَهَؤُلاءِ الثَّلاَثَةُ هُمْ وَاحِدٌ» لم تكن في المخطوطات اليونانية الأصلية. وتتبع كيف دخلت هذه الكلمات المشكوك بها إلى النسخ اللاتينية أولا كملاحظة هامشية ومن ثم إلى النصوص نفسها. ويلاحظ أن «النسخ الأثيوبية والسريانية والعربية والأرمنية والسلافية التي ما زالت تستعمل في عدة أمم شرقية، أثيوبيا ومصر وسوريا والعراق وأرمينيا وموسكو وغيرها، لا تعرف هذه القراءة» وقدم أدلة على أن الكاردينال غونزالو سيسنيروز أول من وضعها في النص اليوناني سنة 1515 بالاعتماد على مخطوطة يونانية متأخرة صححت من الترجمة اللاتينية. وينظر نيوتن في معنى وسياق النص ملاحظا أن إزالة النص المضاف يجعل «المعنى واضحا وطبيعيا، والنقاش كاملا وقويا، لكن بوضع شهادة 'الثلاثة في في السماء' ينقطع ويتخرب المعنى.»

## 1 تيموثاوس 3: 16
يبحث قسم صغير من رسالة نيوتن مقطع 1 تيموثاوس 3 : 16 الذي يقول حسب نسخة الملك جيمس للكتاب المقدس:
وَبِاعْتِرَافِ الْجَمِيعِ، أَنَّ سِرَّ التَّقْوَى عَظِيمٌ: اللهُ ظَهَرَ فِي الْجَسَدِ، شَهِدَ الرُّوحُ لِبِرِّهِ، شَاهَدَتْهُ الْمَلاَئِكَةُ، بُشِّرَ بِهِ بَيْنَ الأُمَمِ، أُومِنَ بِهِ فِي الْعَالَمِ، ثُمَّ رُفِعَ فِي الْمَجْدِ.
قدم نيوتن أدلة على أنه بتغيير بسيط للنص اليوناني تغيرت العبارة من «هو ظهر في الجسد» إلى «الله ظهر في الجسد». وأكد أن الكتاب المسيحيين القدماء في إشاراتهم للآية لم يعرفوا عن هذا التغيير.

## وصلات خارجية
- An Historical Account of Two Notable Corruptions of Scripture، بحث كتب جوجل